# Sachsenhausen (Waldeck)
Sachsenhausen is een plaats in de Duitse gemeente  Waldeck in de deelstaat Hessen en telt 1958 inwoners (2007). Sachsenhausen ligt aan de taalkundige Uerdinger Linie, in het traditionele Nederduitse gebied waar het dialect Westfaals wordt gesproken.  

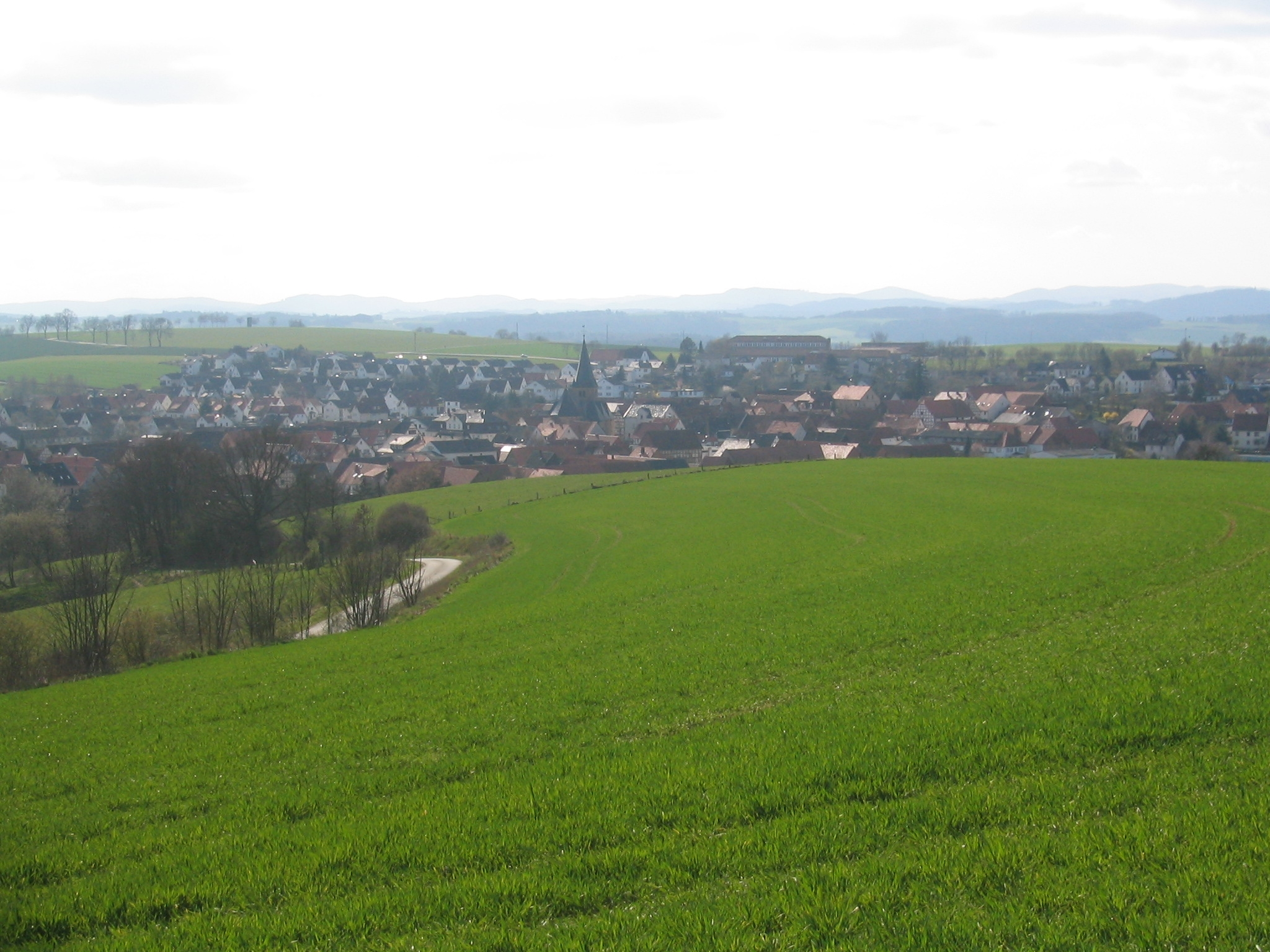
Sachsenhausen
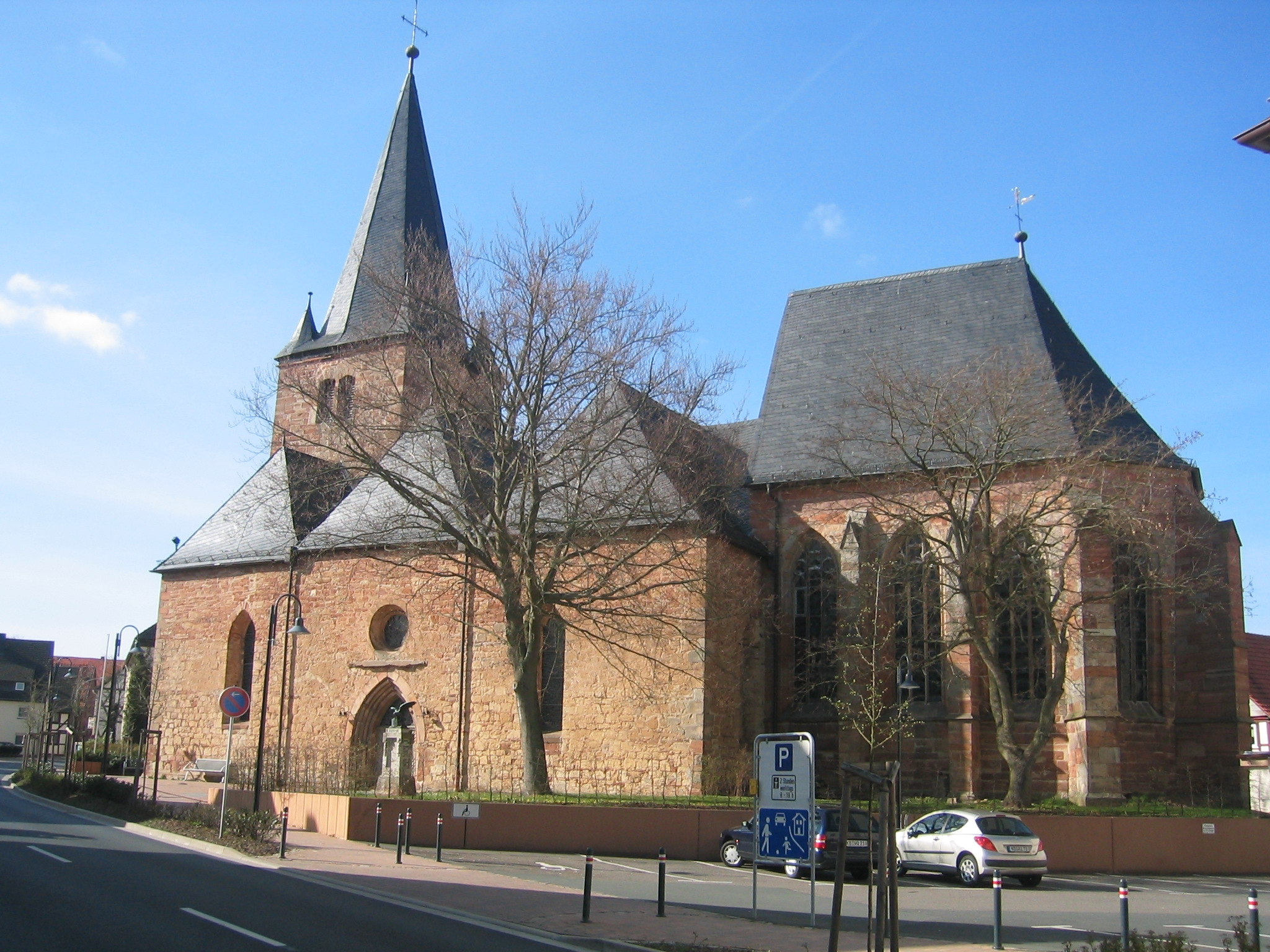
St. Nikolauskerk, Sachsenhausen
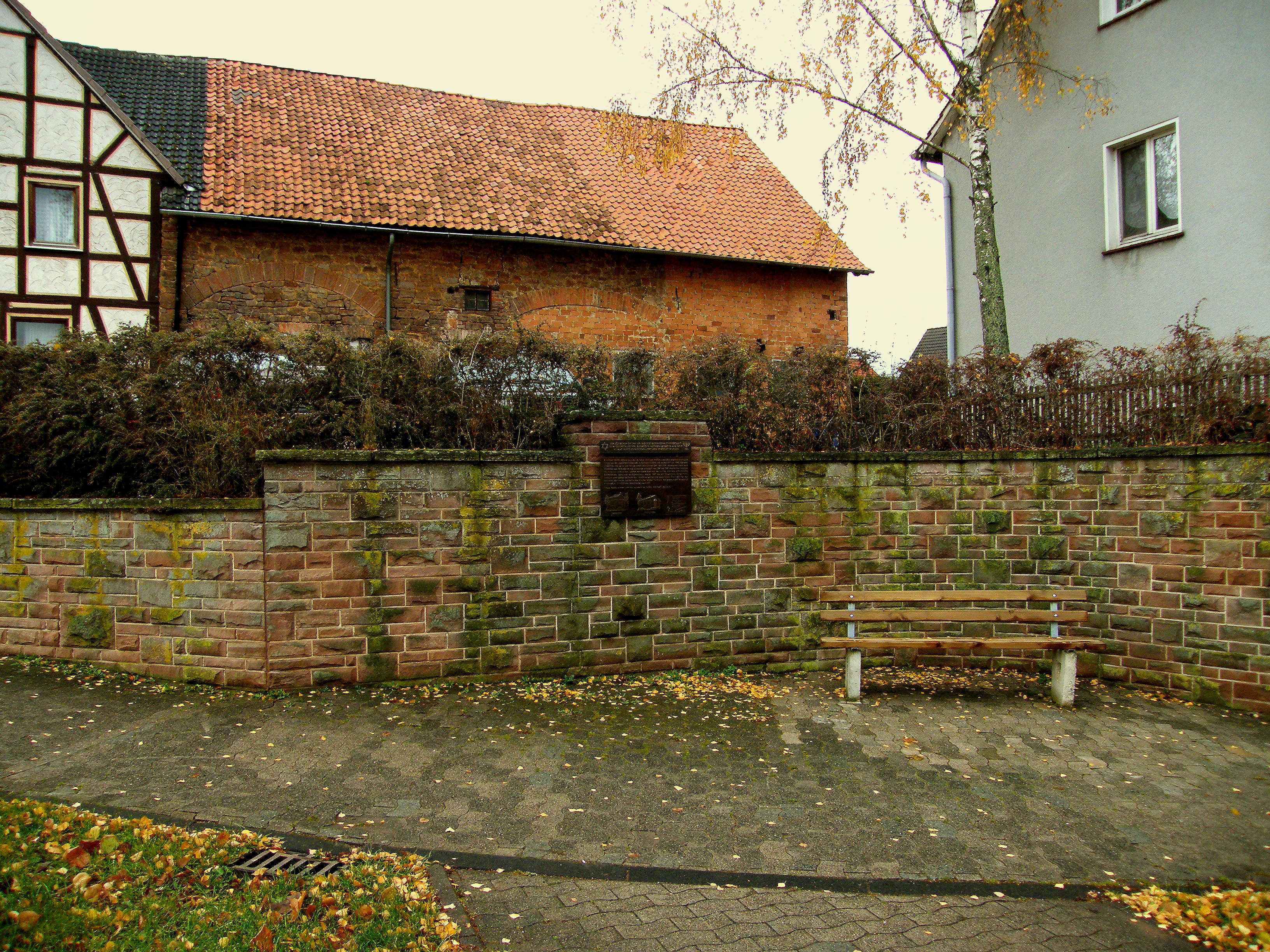
Joodse gemeente, Sachsenhausen
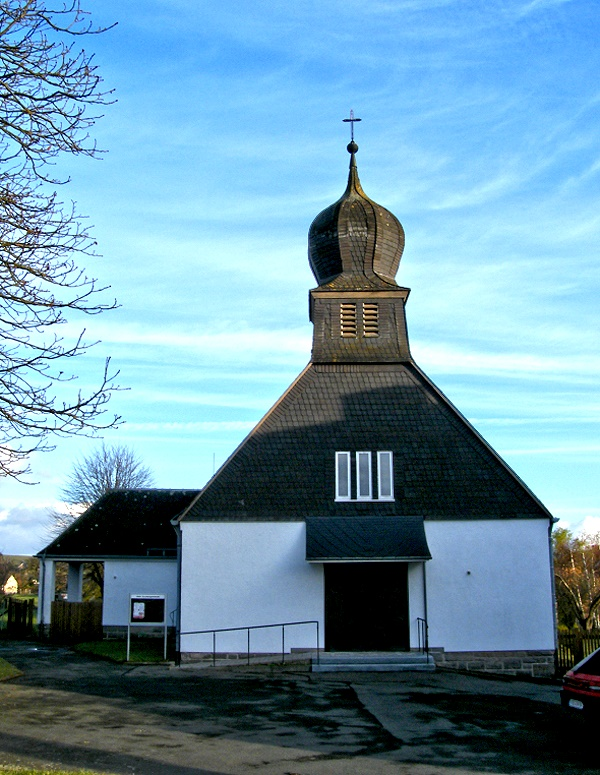
St. Bonifatiuskerk, Sachsenhausen